# Thomas Landseer

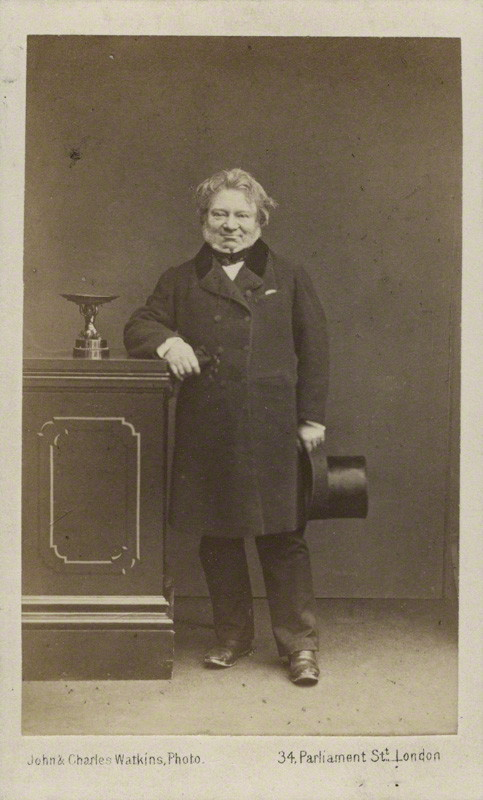
Thomas Landseer (um 1860)

Thomas Landseer (1793 oder 1794 in London – 20. Januar 1880 ebenda) war ein englischer Kupferstecher, Radierer und Illustrator. Der Tiermaler Edwin Landseer war sein jüngerer Bruder, zu dessen Erfolg er mit druckgrafischen Ausgaben beitrug.

## Leben
Thomas Landseer wurde als ältestes von 14 Kindern 1794 in London geboren. Sein Vater war der Graveur und Kupferstecher John Landseer (1769–1852). Insgesamt sieben Geschwister überlebten bis ins Erwachsenenalter, fünf wurden Künstler. Zwei jüngere Brüder von Thomas, Charles (1799–1879) und Edwin, (1802–1873) wurden Maler und Mitglieder der Royal Academy, die Schwestern Jessica (1810–1880) und Emma (1809–1895) waren Malerinnen und Kupferstecherinnen. Wie schon sein Vater John wurde Thomas im Laufe seines Lebens taub.
Die künstlerischen Techniken erlernte Thomas wie seine Geschwister zunächst beim Vater. Anschließend studierte er bei dem Maler Benjamin Robert Haydon, zusammen mit seinem Bruder Charles und dem Maler William Bewick (1795–1866).

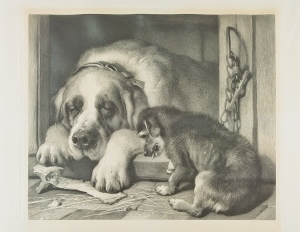
Thomas Landseer: Doubtful Crumbs. Stich nach Edwin Henry Landseer, 1862, 74 × 81,7 cm. Metropolitan Museum of Art, New York

Im Alter von 14 Jahren hatte Thomas Landseer mit dem Ätzen begonnen, indem er die brüderlichen Zeichnungen im Tiefdruck kopierte. Später setzte er regelmäßig die Tiergemälde seines Bruders Edwin als Radierung um. Insbesondere die weichen Mezzotinto-Drucke der populären Tierdarstellungen, wie zum Beispiel Edwin Landseers Dignity and Impudence (1839, Druck: 1841) und The Monarch of the Glen (um 1850, Druck 1851), verkauften sich als Drucke hervorragend, sicherten das Einkommen und trugen nicht unwesentlich zur Bekanntheit des Bruders Edwin bei.
Zwischen 1853 und 1877 stellte er in der Royal Academy aus, 1867 wurde er zum Mitglied der Academy gewählt. Sein Sohn George (1834–1878) wurde als Porträt- und Landschaftsmaler vor allem indischer Sujets bekannt.
Thomas Landseer starb am 20. Januar 1880 in St. John’s Wood, London. Er wurde auf dem Highgate Friedhof beigesetzt.

## Werk

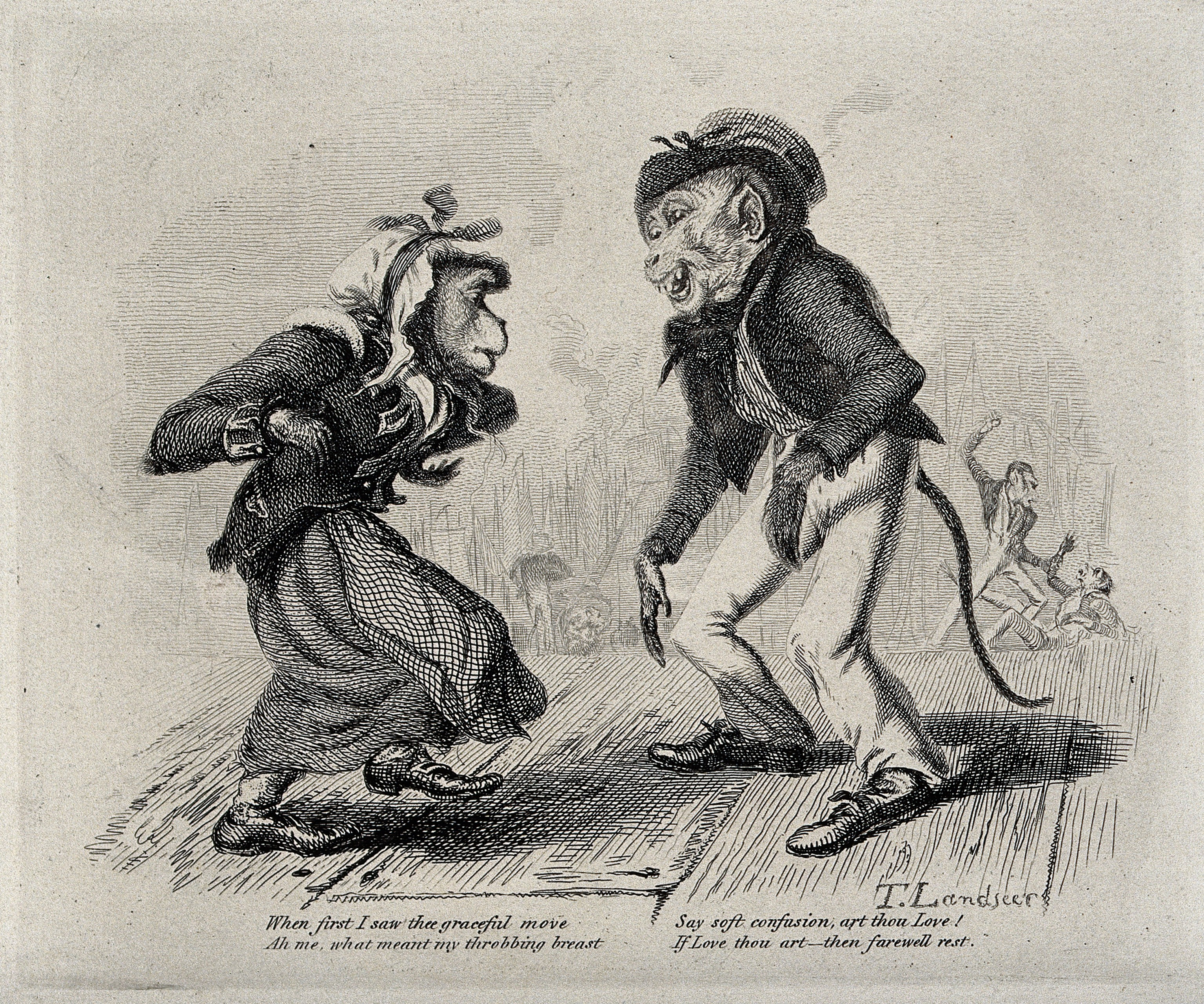
Aus: Monkey-Ana or Men in Miniature

Neben der erfolgreichen Zusammenarbeit mit seinem Bruder Edwin schuf Thomas Landseer auch eigene Zyklen und Illustrationen.
1827 veröffentlichte er eine Druckserie unter dem Titel Monkey-Ana or Men in Miniature, eine Gesellschaftssatire in Form anthropomorpher Affenfiguren. Um 1830/31 illustrierte er Samuel Taylor Coleridges Werk The Devil's Walk in einer Serie von Radierungen. Als Characteristic Sketches of Animals erschien 1832 eine Reihe zoologischer Tierdarstellungen mit Beschreibungen von John Henry Barrow.
Unter dem Titel The Life and Letters of William Bewick veröffentlichte Landseer 1871 eine Biographie über seinen ehemaligen Kollegen und Kommilitonen Bewick.